# Christoph Kulgemeyer
Christoph Kulgemeyer (* 1983 in Bremen) ist ein deutscher Physiker. Er ist Lehrstuhlinhaber für Physikdidaktik an der Universität Bremen.

## Werdegang
Von 2002 bis 2007 studierte Kulgemeyer an der Universität Bremen Physik und Deutsch und schloss das Studium mit dem Ersten Staatsexamen für das Lehramt an öffentlichen Schulen Sek. II/I in den genannten Fächern ab. Im Anschluss daran war er für drei Jahre als Doktorand wissenschaftlicher Mitarbeiter am Institut für Didaktik der Naturwissenschaften (IDN), Abteilung Physikdidaktik. Im Oktober 2010 erfolgte die Promotion (Summa cum laude) zum Dr. rer. nat. (Titel der Dissertation: Physikalische Kommunikationskompetenz. Modellierung und Diagnostik, Gutachter Prof. Schecker und Prof. Labudde). An die Promotion schloss sich ein Referendariat am Hermann-Böse-Gymnasium in Bremen an. Nach dem Erlangen des Zweiten Staatsexamens war Kulgemeyer Postdoc am IDN und vertrat nacheinander für jeweils einige Monate die Professuren für Didaktik der Physik an den Universitäten Osnabrück und Kassel. Einen Ruf auf eine Professur für Didaktik der Physik an die Universität Augsburg lehnte er ab. 2017 erfolgte die Habilitation (venia legendi) für das Fach Didaktik der Physik und damit die Ernennung zum Privatdozenten. 2020 nahm Kulgemeyer einen Ruf auf eine Professur für Didaktik der Physik an die Universität Paderborn an. Zwei Jahre später kehrte er an seine bisherige Wirkungsstätte zurück und übernahm die Professur für Didaktik der Physik an der Universität Bremen von seinem inzwischen emeritierten Doktorvater Horst Schecker. Einen zwischenzeitlichen Ruf auf eine Professur für Didaktik der Physik an die Universität Magdeburg hatte er abgelehnt.

## Forschungsschwerpunkte
Kulgemeyers Forschungsschwerpunkt liegt in Anlehnung und in Weiterentwicklung seines Promotionsthemas im Bereich der fachbezogenen Kommunikationskompetenz und des Erklärens physikalischer Fachinhalte. Er erforscht das Erklären im Physikunterricht sowie die lernförderliche Gestaltung und Einbettung von Erklärvideos zu physikalischen Konzepten in den Physikunterricht. Zur Beurteilung der Verständlichkeit von Erklärvideos (insbesondere bei naturwissenschaftlichen Inhalten) hat Kulgemeyer ein Kriteriensystem entwickelt und erforscht.

## Auszeichnungen
Träger des Publons Peer Review Awards 2018. Auszeichnungen für meistzitierte Artikel des Journal of Research in Science Teaching 2018/2019 und 2020/2021 sowie des European Journal of Physics für eines der besten Paper des Jahres 2016.

## Ausgewählte Schriften
- Kulgemeyer, C. et al. (2020). Professional knowledge affects action-related skills: the development of preservice physics teachers explaining skills during a field experience. In: Journal of Research in Science Teaching. doi:10.1002/tea.21632, 1–29.
- Kulgemeyer, C. (2019). Towards a framework for effective instructional explanations in science teaching. In: Studies in Science Education. doi:10.1080/03057267.2018.1598054, 1–31.
- Kulgemeyer, C. & Riese, J. (2018). From Professional Knowledge to Professional Performance: The Impact of CK and PCK on Teaching Quality in Explaining Situations. In: Journal of Research in Science Teaching. doi:10.1002/tea.21457, 1–26.
- Kulgemeyer, C. (2018). A Framework of Effective Science Explanation Videos Informed by Criteria for Instructional Explanations. In: Research in Science Education. doi:10.1007/s11165-018-9787-7, S. 1–22
- Kulgemeyer, C. & Peters, C. (2016). Exploring the Explaining Quality of Physics Online Explanatory Videos. In: European Journal of Physics 37. doi:10.1088/0143-0807/37/6/065705, S. 1-14. (Ausgezeichnet vom European Journal of Physics als eines der „Highlights of 2016“)
- Kulgemeyer, C. (2016). Impact of Secondary Students’ Content Knowledge on Their Communication Skills in Science. In: International Journal of Science and Mathematics Education 16(1). 89-108 doi:10.1007/s10763-016-9762-6, S. 1–20.
- Kulgemeyer, C. & Tomczyszyn, E. (2015). Physik erklären können – Diagnostik adressatengemäßer Erklärenskompetenz angehender Physiklehrkräfte in einem unterrichtsnahen standardisierten Setting. In: Zeitschrift für Didaktik der Naturwissenschaften 21(1), S. 111–126.
- Kulgemeyer, C. & Schecker, H. (2014). Research on Educational Standards in German Science Education – Towards a model of students’ competences. In: EURASIA Journal of Mathematics, Science & Technology Education 10(4), S. 365–369.
- Kulgemeyer, C. & Schecker, H. (2013). Students explaining science – Assessment of science communication competence. In: Research in Science Education 43. doi:10.1007/s11165-013-9354-1, S. 2235–2256.
- Kulgemeyer, C. & Schecker, H. (2009). Kommunikationskompetenz in der Physik: Zur Entwicklung eines domänenspezifischen Kompetenzbegriffs. In: Zeitschrift für Didaktik der Naturwissenschaften 15, S. 131–153.